# Víctor Sabater (automobilista)
Víctor Sabater   (Barcelona, 1953) és un antic copilot de ral·lis català. Amb Antoni Zanini de pilot, guanyà dos Campionats de Catalunya (1978-1979) i dos d'Espanya (1981-1982). Simultaniejà aquesta tasca amb la d'instructor, cronometrador i col·laborador d'equips com el de Carlos Sainz en el Ral·li de Montecarlo. També en feu divulgació en programes radiofònics abans de passar als ral·lis de clàssics. El seu germà, Jordi Sabater, fou també a la seva època un conegut copilot de ral·lis.
Al llarg de la seva carrera, Víctor Sabater acompanyà entre d'altres Jaume Juncosa (1968), Jean Claude (1970), Salvador Bohigas, Gerardo Hofmann i Josep Lluís Sallent (1971), Manuel Juncosa i Salvador Cañellas (1975), Jorge de Bagration (1981) i Antoni Zanini (1982-1983).